# Blackface

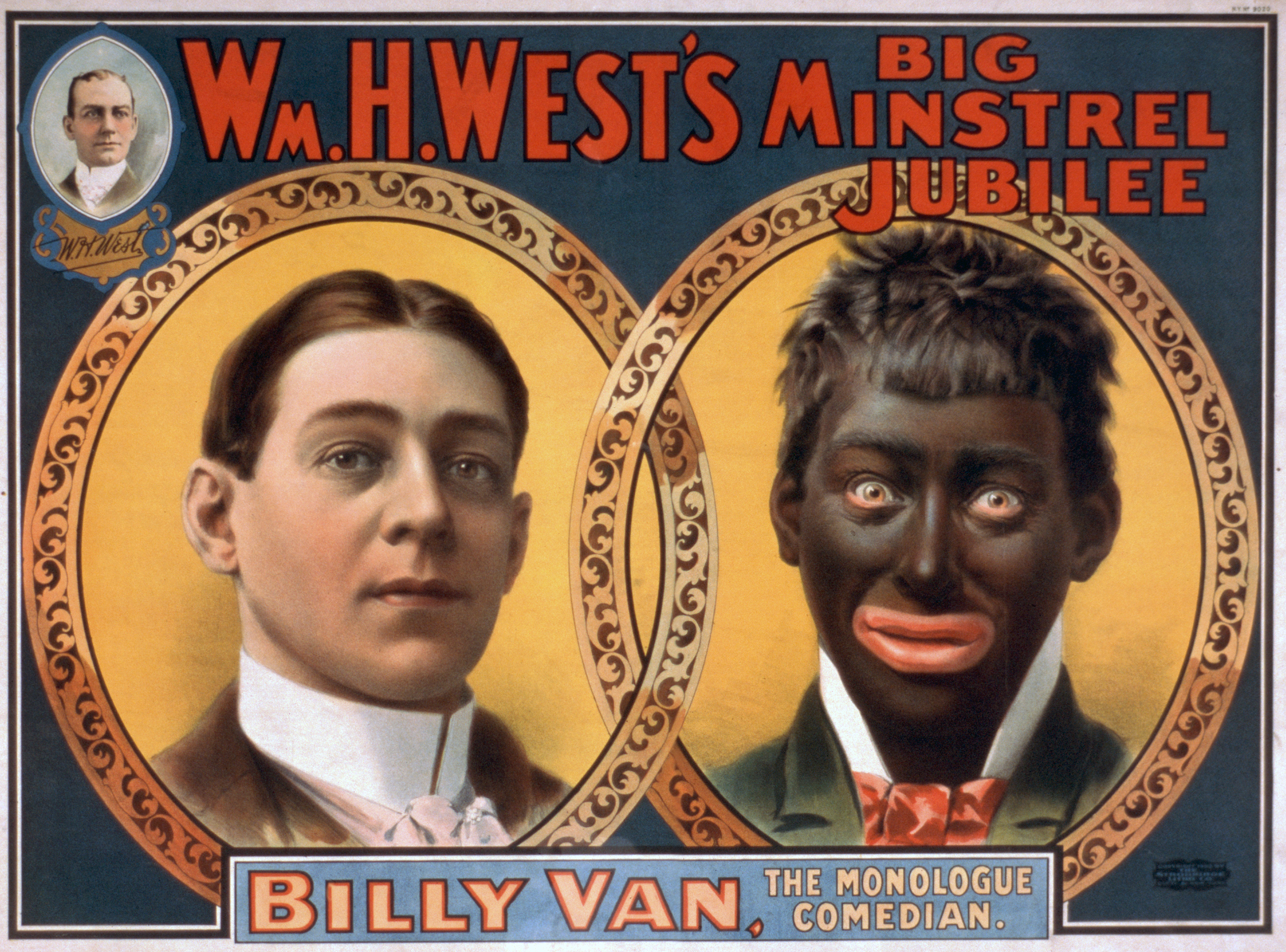
Affiche du minstrel show de William H. West en 1900.

Le blackface, ou « grimage en Noir », est une forme théâtrale de maquillage où un comédien blanc incarne une caricature stéréotypée de personne noire.
Déjà attestée dès le Moyen-âge en Europe, cette pratique prend de l'ampleur au xixe siècle aux États-unis dans les minstrel shows, puis dans le vaudeville. Le blackface se distingue du minstrel show et devient une pratique à part entière au début du xxe siècle. Il disparaît à partir des années 1960, à la suite du mouvement afro-américain des droits civiques, qui critique son caractère raciste.

## Origines
L'origine précise du blackface est incertaine. John Strausbaugh (en) l'inclut dans la tradition d'exhiber les Noirs pour amuser les blancs qui remonte au moins à 1441, lorsque les esclaves ouest-africains furent exposés au Portugal. Le théâtre élisabéthain et le théâtre jacobéen ont souvent mis en scène des personnages noirs, notamment dans Othello ou le Maure de Venise de Shakespeare (1604). Cependant, les pièces de cette époque ne présentent pas la caricature des traits supposés innés des Noirs caractéristique du blackface.
Pour l'écrivain-journaliste Serge Bilé, le grimage en Noir vient non pas des États-Unis mais de France,.

## En Amérique

### Aux États-Unis

#### AuXIXesiècle
Lewis Hallam Jr. (en), un acteur blanc grimé en Noir, apporte le blackface dans la culture théâtrale des États-Unis en jouant le rôle de « Mungo », un Noir ivre, dans The Padlock, pièce britannique dont la première se déroule à New York le 29 mai 1769. À la suite du succès remarqué de la pièce, d'autres comédiens adoptent ce style. Le succès des clowns grimés en Noirs aux États-Unis remonte au moins aux années 1810. De 1822 à 1823, le comédien britannique Charles Mathews (en) part en tournée aux États-Unis ; à son retour il apporte une touche « noire » dans son répertoire de portraits britanniques régionaux qu'il inclut dans son nouveau spectacle, A Trip to America, dans lequel Mathews entonne un chant de libération des esclaves noirs, Possum up a Gum Tree. En 1823, Edwin Forrest joue le rôle d'un Noir d'une plantation, et George Washington Dixon bâtit sa carrière autour du blackface en 1828,.

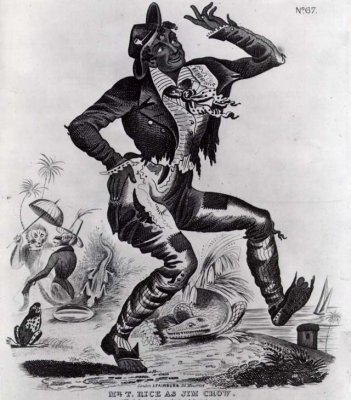
Thomas D. Rice déguisé en Daddy Jim Crow (1832).

C'est cependant un autre comédien blanc, Thomas D. Rice, qui va véritablement populariser le blackface. Il introduit la chanson Jump Jim Crow et l'accompagne d'une danse dans sa pièce en 1828, ce qui l'érige au rang de vedette en 1832,. Rice parcourt les États-Unis, sous le nom de scène de « Daddy Jim Crow ». Le nom Jim Crow deviendra étroitement rattaché à la ségrégation raciale et donnera son nom aux lois Jim Crow qui ont codifié la ré-institutionnalisation de la ségrégation raciale après la Reconstruction.
Dans les années 1830 et 1840, le blackface mêle parodie, chansons comiques et danses énergiques. D'abord confinés à des lieux peu réputés, Rice et ses pairs se mettent à jouer en entracte dans des théâtres plus renommés au fur et à mesure de la hausse de popularité du blackface. Les stéréotypes du personnage grimé en Noir se développent : bouffon, paresseux, superstitieux, peureux, lascif, voleur, menteur, et écorchant la langue anglaise. Les premiers comédiens blackface sont tous des hommes, ils se travestissent également en femmes noires qui sont souvent dépeintes soit sous des traits laids et grotesquement masculins, soit en corpulentes matrones (mammy), soit encore en aguicheuses sexuelles. Le théâtre américain des années 1830, dans lequel le blackface fait son apparition, intègre d'autres stéréotypes comiques similaires comme le Yankee débrouillard et le Frontiersman surhumain. Les théâtres américains et britanniques de la fin du xixe siècle et du début du xxe siècle, derniers temps de prospérité du blackface, comprennent de nombreux autres stéréotypes comiques, souvent basés sur des peuples : le Juif vénal et calculateur, l'Irlandais alcoolique et bagarreur, l'Italien suave, l'Allemand bourru, et le péquenaud rural et naïf,.
De 1830 à 1840, le blackface se joue en solo ou en duo, parfois en trio. Les troupes ambulantes qui vont plus tard caractériser le blackface minstrelsy se produisent uniquement dans le minstrel show. Alors que le grimage en Noir est jusque-là cantonné à l'entracte ou à un simple numéro, les Virginia Minstrels réalisent le premier minstrel show entièrement consacré au blackface, à New York en 1843,. Leur spectacle, sans réelle structure, où les musiciens sont assis en demi-cercle, un joueur de tambourin à une bout et un joueur d'os à l'autre, va placer les codes de ce qui deviendra bientôt la norme du premier acte d'un minstrel show classique à trois actes. Dès 1852, le simple sketch satirique auquel se réduisait le grimage en Noir depuis des décennies se développe en une farce en un seul acte souvent utilisé comme troisième acte du minstrel show. Les morceaux du compositeur Stephen Foster occupent le premier plan dans les spectacles blackface de cette période. Les minstrel shows mettent en scène des comédiens blancs grimés en Noirs, livrant leur propre interprétation de la musique et du dialecte noirs.

#### AuXXesiècle

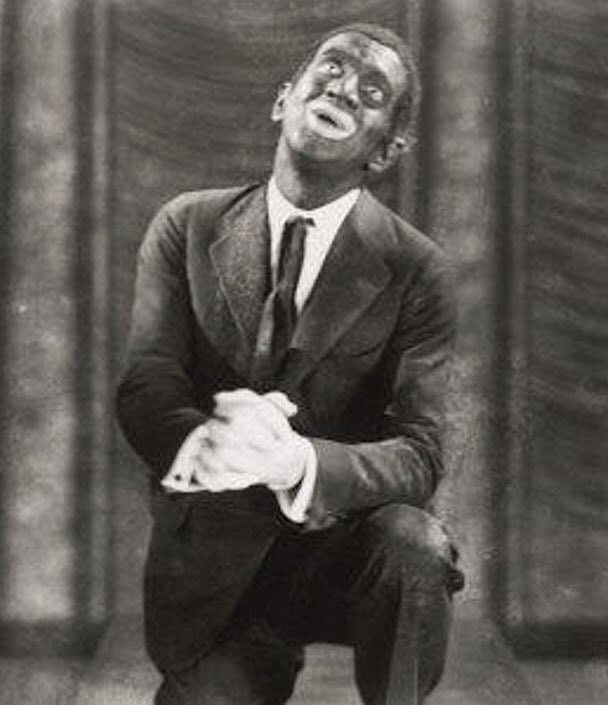
Al Jolson maquillé en chanteur noir dans une scène du film Le Chanteur de Jazz.

Jusqu'à la fin du xixe siècle, le minstrel show est le spectacle populaire dominant aux États-Unis, et jouit également d'une forte notoriété au Royaume-Uni et dans d'autres pays d'Europe dont la France,. Lorsque le minstrel show se met à décliner, le blackface apparait dans le vaudeville, où il redevient un simple numéro. Le blackface est très présent dans les films au moins jusqu'à la fin des années 1930, et le blackface de la série radiophonique Amos 'n' Andy dure jusqu'aux années 1950. Le blackface amateur des minstrel shows reste très prisé au moins jusqu'aux années 1950.

#### AuXXIesiècle
En 2013, Julee Wilson du Huffington Post considère que le blackface serait un délit insensible et l'expression d'un racisme anti-noir. Pour elle, « l'industrie de la mode ne semble pas comprendre que le « blackface » n’est jamais acceptable ».
En 2014 et 2015, l'English National Opera (Londres) et le Metropolitan Opera (New York) suppriment dans la pièce d’Otello de Giuseppe Verdi l'utilisation du maquillage noir auparavant utilisée pour le personnage principal, qui est un Maure, après réflexion. Toutefois, l'intention sous-jacente des critiques n'est pas tant la suppression du maquillage noir que l'engagement d'un ténor noir pour interpréter le rôle d’Otello.
En 2018, la présentatrice américaine Megyn Kelly perd son émission après avoir approuvé un blackface, et bien qu'elle ait présenté ses excuses.

### En Amérique du sud
Nombre de traditions (danses et musiques) utilisent le grimage, héritage des rapports complexes entre les trois populations indigène, noire (esclaves) et blanche (coloniale). La réalité est compliquée par les métissages qui ont conduit à identifier des populations à certains de leurs éléments. Certains métis cherchant à s'extraire de leur classe pour accéder à la classe dirigeante au prix parfois d’excès de zèle ou d'exactions ont servi de support ou de modèle à certains chants et danses. C'est le cas des caporales, des morenada et des tundiquis. Le contremaitre, figure du petit chef arbore alors un masque de morenos ou de caporales. Cette forme artistique est cependant revendiquée et assumée par la communauté afro-bolivienne même si la controverse du blackface y a fait son apparition aussi.

### Au Canada
En 2019, Justin Trudeau présente ses excuses après que le Time a publié des photos de lui, grimé en Noir, datant de 2001 ; il déclare : « À cause de l’historique raciste de ce geste, ce n’est jamais acceptable de foncer sa peau. J’aurai[s] dû comprendre ça à l’époque et je n’aurai[s] jamais dû le faire. Je m’en excuse profondément. […] Ce n’est pas la personne que je suis »,. Cependant, plusieurs commentateurs et journalistes, dont son compatriote l'académicien Dany Laferrière, jugent que le geste n'est pas un blackface,,,,,.

#### Au Québec

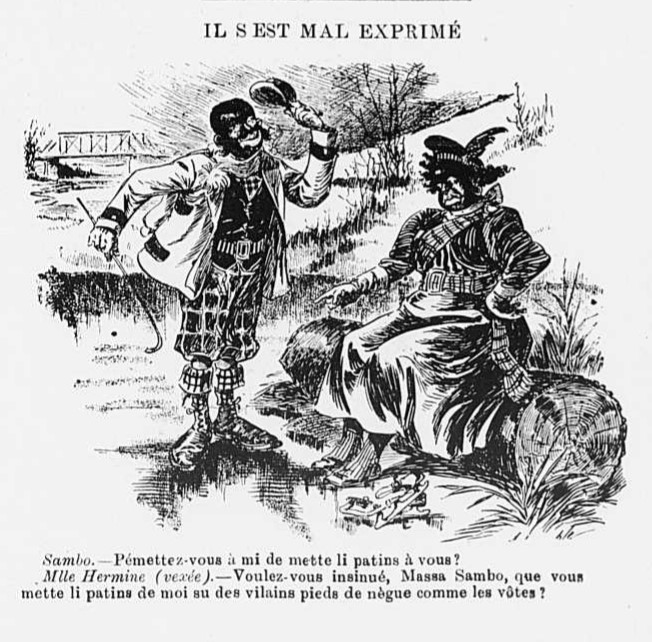
Sambo était un personnage récurrent des spectacles de ménestrels.

De 1862 à 1899, les spectacles de ménestrels, communément appelés « spectacles nègres » ou « soirées éthiopiennes », sont très appréciés des classes populaires ainsi que de l'élite aisée du Québec. Importation culturelle américaine, ce spectacle dans lequel des artistes blancs se griment en personnes noires pour ensuite présenter le Noir comme modèle de laideur, de bouffonnerie ou de stupidité, est adopté et adulé tant par la population anglophone que par la population francophone du Québec. Ces spectacles sont représentés à l'Institut canadien de Montréal, au parc Sohmer, à l'Institut des Artisans et villes de Québec, Montréal, Saint-Jacques-de-l’Achigan et Saint-Jean-sur-Richelieu par le Théâtre français, le Théâtre Royal, la Compagnie française de Montréal, l'Académie de musique, le Mechanic's Hall et le Nordheimer's Musical Hall. Vers les années 1890, l'industrie culturelle des « ménestrels noirs » se québécise, le Québec est de plus en plus intégré dans le système capitaliste et la culture de masse nord-américains, les compagnies de théâtre commencent à embaucher des acteurs locaux, le nombre de troupes se spécialisant dans ce genre de spectacle augmente, comme Les Nouveaux Ménestrels, Black Crook et la Troupe-Coffin. Le 20 avril 1899, le Théâtre royal représente la pièce La Case de l'oncle Tom, où jouent des danseurs et chanteurs noirs bien qu'entre la fin de 1895 et le début de 1897, plusieurs spectateurs se plaignent du fait que les rôles de noirs commencent à être interprétés par des acteurs noirs et non pas blancs.

## En Europe
Les États-Unis ont sur le sujet de la colonisation un positionnement différent des États européens,.

### Belgique
Les militants décoloniaux dénoncent plusieurs personnages folkloriques en particulier : les Noirauds, le Sauvage d’Ath ou de celui de Malmedy (dénommé Lu Sâvadje), Magnon dit le « diable cornu » et le Père Fouettard, Compagnons de saint Nicolas, noir parce que descendant dans les cheminées, lors de la distribution annuelle de cadeaux aux enfants sans oublier les chars du carnaval d'Alost dont les autorités locales ont même défendu le cas auprès de l’Unesco en mettant en avant la notion de Liberté d'expression.
Deux pratiques racistes sont dénoncées en 2019, l’une à cause d’une soirée « Afro House » au pied de l’Africa Museum le 4 août, l’autre en raison d’un carnaval avec « sorties de nègres » et « figures de sauvage ».

### France
Si la loi française a prévu le délit d'incitation à la haine raciale et l'article R. 624-4 du code pénal « relatif à l'injure non publique commise envers un groupe de personnes en raison de leur origine. », en droit français aucun texte ne prohibe la pratique du grimage en Noir,.
Selon Sylvie Chalaye, anthropologue des représentations coloniales, il n'existe pas de traduction évidente du blackface dans la langue française, parce que la connotation est moins ancrée qu'aux États-Unis : en France, il faut donner des explications pour dire ce qu'est le blackface, alors que tous les Américains le savent, selon Pap Ndiaye. Cela reflète des différences de réalités sociales et des cristallisations racistes ; pour autant, des porosités existent entre ces différentes réalités. En France, des spectacles mettant en scène des comédiens grimés en noir dans un registre parodique ont existé comme au début du XXe siècle avec Impressions d'Afrique de Raymond Roussel ou Malikoko, roi nègre. Certains spectacles sont très à la mode et se jouent jusque dans les années 1930.
Eugénie Fougère apparaît sur la couverture de Paris qui Chante, dansant sur la chanson Oh ! ce cake-walk. Étant réapparue, après une longue absence, dans le costume d'un noir américain dans une revue à La Cigale, en 1920, Eugénie Fougère déclare : « Au moins, dans cette fantaisie originale, j'ai senti de nouveau mon ancien moi ». Fougère se disait plus à l'aise dans un corps noir ou, du moins, dans un corps régi par des mouvements et des rythmes afro-américains que dans un corps blanc privé de la possibilité de s'exprimer sans retenue.
En 1976, Coluche se maquille en Noir pour jouer l'un des personnages de son sketch culte, Le Schmilblick. Dans les années 1980, les trois acteurs du groupe humoristique Les Inconnus (dont Pascal Légitimus, lui-même petit-fils d'un député-maire guadeloupéen) se griment en infirmières noires pour caricaturer un service hospitalier. En 1988, l'humoriste Michel Leeb se maquille en Noir dans la pièce de théâtre Ténor,.
En 2016, un membre de l'équipe de l'animateur télé Sébastien Cauet maquille son visage en noir et porte une perruque afro lors d'une émission, suscitant un certain émoi sur des réseaux sociaux. Après signalement au Conseil supérieur de l'audiovisuel (CSA), l'émission a concédé que la blague était de très mauvais goût, mais en a récusé l’aspect raciste. Après examen, le Conseil a « considéré que cette caricature, qui se voulait humoristique, renvoyait à un stéréotype péjoratif et était de nature à choquer », sans toutefois avoir « pour but de discriminer un groupe de personnes à raison de leur origine ».
En 2017, une polémique survient après que le footballeur français Antoine Griezmann a partagé en ligne une photo de lui, maquillé en Noir avec une coupe afro, pour rendre hommage à un joueur de basket-ball afro-américain des Globetrotters de Harlem dans le cadre d'une soirée déguisée. Reconnaissant une « maladresse », le sportif s'excuse publiquement et retire l'image.
En décembre 2017, une affiche de l’événement le bal des noirs au carnaval de Dunkerque suscite l'indignation de la Brigade anti-négrophobie, une association antiraciste qui s'oppose à l’événement. L'association reproche notamment l'utilisation du blackface,,,,. L'accusation de racisme d'un tel déguisement lors de cet événement prête à débat. Pour Sylvie Chalaye cette violence perçue est intrinsèque à la nature de l’événement, « Ça fait aussi partie du prototype du carnaval : aller chercher quelque chose d’outrancier, ça repose sur le phénomène même du carnaval. Le carnaval est violent dans la réduction de l’autre car il joue justement sur la caricature et le défoulement ». Une vingtaine de personnes d'associations antiracistes manifestent en marge de la nuit des Noirs du carnaval de 2018 pour protester contre ce blackface.
Le 27 décembre 2017, à la suite de la publication de l'affiche de l'édition du festival réunionnais de films fantastiques Même pas peur montrant deux femmes siamoises peintes en noir, la directrice, Aurélia Mengin, est accusée de grimage en Noir par le Conseil représentatif des associations noires de France (CRAN), qui lui demande de retirer son affiche et la menace de poursuites judiciaires. Souhaitant l'apaisement, celle-ci remplace l'affiche par une nouvelle la montrant bâillonnée, pour montrer son autocensure. Le CRAN se félicite de cette victoire et entend demander des explications et des excuses aux sponsors du festival. Sur place, c'est la consternation. Pour Frédéric Bassonville, président de l'association qui organise la célébration annuelle de l'abolition de l'esclavage, « l'interprétation du Cran, qui croit débusquer une expression raciste dans l'affiche du festival Même Pas Peur, est en dehors de la réalité, pour La Réunion ». Olivier Rivière, maire de Saint-Philippe, la commune accueillant le festival, soutient l'artiste et, ne craignant pas le procès, décide finalement d'en revenir à la première affiche,. L'artiste reçoit également le soutien de l'Observatoire de la liberté de création sous l'égide de la Ligue des droits de l'homme et de la Fédération nationale de la libre pensée. La polémique connait un certain écho dans la presse nationale, Charlie Hebdo compare les méthodes du CRAN aux actes « d’intimidations et d’actions violentes » des « associations catholiques d’extrême droite comme Civitas » et parle de « racket au blackface ».
En 2018, l'Opéra de Paris programme La traviata de Verdi. Pour jouer le rôle d'Annina, la servante de Violetta, le metteur en scène fait appel à la mezzo-soprano blanche, Cornelia Oncioiu, grimée en femme noire. Le programme officiel explique que le metteur en scène aurait ainsi souhaité rendre hommage au tableau de Manet Olympia, tableau représentant une courtisane « peinte nue avec une femme de chambre noire à son chevet », mais des spectateurs demandent pourquoi l'Opéra de Paris n'a alors pas recouru à une cantatrice noire.
En mars 2019, à l'entrée du Grand amphithéâtre de la Sorbonne, le CRAN et l'UNEF s'opposent par la force à la tenue d'une représentation des Suppliantes d’Eschyle dans laquelle des acteurs blancs utilisent des masques et maquillages noirs pour représenter les Danaïdes, des personnages africains. Cette censure provoque la stupéfaction de la ministre de l’Enseignement supérieur, Frédérique Vidal, et du ministre de la Culture, Franck Riester, lesquels condamnent ce qu'ils qualifient d'atteinte à la liberté d’expression et trouvent incompréhensibles les accusations portées contre la pièce. La censure est dénoncée dans de nombreux médias français,,,,. William Marx réagit à cette polémique en dénonçant les dérives d'un antiracisme qui trahit sa mission et méconnaît par ailleurs le fondement de l'acte théâtral. Pour le sociologue et militant antiraciste Éric Fassin au contraire, cette « mauvaise querelle de la censure, autour du blackface ou « déguisement racial », fait écran aux justes questions que soulèvent la représentation des minorités au théâtre et leur sous-représentation ».
En juin 2019, l'IGPN ouvre une enquête après la diffusion sur les réseaux sociaux de photos de policiers du Kremlin-Bicêtre, grimés, dans des poses reprenant l'imagerie coloniale.
En janvier 2020, des salariés de la société Le Slip Français suscitent une vague d'indignation sur les réseaux sociaux à la suite d'une vidéo montrant une soirée privée ou l'on peut voir une femme grimée en noir caricaturant la démarche des femmes noires.
En février 2020, un cas de grimage en Noir est signalé à la suite d'une interview dans l'émission Sept à huit de TF1 dans laquelle on voit une femme grimée en métisse et coiffée d'une perruque afro. La production se justifie en disant qu'elle ne souhaite pas flouter la personne qui s'exprime et qu'elle a donc recours au changement de la couleur de peau pour préserver l'anonymat.
Le 7 mars 2024, des élèves se griment le visage en noir lors d'un carnaval organisé au sein du lycée privé catholique Sainte-Céline à La Ferté-sous-Jouarre.

### Espagne
Lors de l'Épiphanie, le rôle de Balthazar, un des rois mages, est souvent tenu par une personne dont la peau est de couleur noire, quand cela est possible. Toutefois, si le costume de Balthazar utilisé en Espagne ne choque pas les Espagnols, il scandalise dans certains pays étrangers.
À Madrid, l'association ACUDEVA (Asociación Cultural de Defensa de los Valores Africanos) revendique une négritude véritable de la personne tenant le rôle de Balthazar ; toutefois, selon les conventions du système en place, Balthazar doit être un membre élu, et ne peut donc pas être noir tant qu'il n'y a pas d'élu noir.
Le rôle de Balthazar a déjà été tenu par plusieurs personnes célèbres telles que Sergio Ramos, Jesulín de Ubrique, el Cordobés, Lucas de Andy. En 2013, le footballeur néerlandais Ruud van Nistelrooy se prête à l'exercice lors d'une visite d'un hôpital, mais et fut insulté et traité de raciste sur Twitter par ses supporters britanniques,.
En voyageant en Espagne, des Américains furent choqués de voir qu'une autre culture que la leur puisse exister sur cette question.

### Italie
En 2018 l'entreprise Prada est contrainte de retirer de ses vitrines des personnages noirs portant des traits caricaturaux et racistes considéré par beaucoup comme étant un dérivé du blackface.
En 2019, la marque Gucci met en vente un pull accusé d’être un exemple de blackface en présentant “ une bouche rouge et surdimensionnée, détail utilisé dans ces caricatures racistes “. La marque retire rapidement le pull de la vente.

### Royaume-Uni
Au Royaume-Uni, une campagne cherche à inciter des minorités visibles, africaines et asiatiques, à s'inscrire sur les listes électorales en utilisant des visages de stars noires du milieu sportif et de la musique grimés partiellement en blanc, afin de « ne pas faire perdre ses couleurs à la Grande-Bretagne ».

## Iran
En Iran, la technique du blackface est utilisée pour faire le personnage de Haji Firooz.
Les spectacles de siyah-bazi, « jouer en noir », se sont développés à la cour de Qajar à la fin du dix-neuvième siècle. Là encore, le terme siyah s'est transformé, faisant désormais référence à un personnage qui apparaît sur scène avec un visage noir. Ces spectacles se déroulent généralement à la cour ou dans la haute société et sont joués tout au long de l'année, ce qui permet aux critiques sociales plus générales de s'appliquer à la vie quotidienne du public. Semblables aux spectacles de ménestrels noirs aux États-Unis, ces spectacles s'appuient sur le burlesque et d'autres formes de comédie par le biais de la musique, du chant, de la danse, ainsi que sur des blagues fondées sur des erreurs de communication ou des malentendus, et plus encore. Sous l'ère Pahlavi, le siyah-bazi est passé d'un spectacle de cour joué pour les membres de la famille royale à un spectacle vu dans les rues et les théâtres des principaux centres urbains d'Iran.
L'héritage de l'esclavage dans le siyah-bazi est cependant très spécifique. Alors que l'élite et les riches Iraniens avaient réduit en esclavage des hommes, des femmes et des eunuques, le siyah-bazi cible des caricatures d'eunuques. Les eunuques servaient de gardes du harem, de confidents et de gestionnaires de confiance pour les opérations quotidiennes des cours. Les eunuques de haut rang détenaient plus de pouvoir que la plupart des membres libres de la cour. Leur hyper-sexualisation et désexualisation — en tant qu'hommes devant être castrés pour pouvoir interagir librement avec les femmes de la cour sans être soupçonnés — est un thème central du siyah-bazi. Même les noms des personnages du siyah, souvent Mubarak ou Haji Firuz, sont dérivés de noms populaires d'esclaves en Iran et dans la région du golfe Persique.
Pourtant, la représentation du sujet principal du siyah-bazi — un simple d'esprit enclin à commettre des erreurs — sous les traits d'un eunuque rappelle au public que, quel que soit le pouvoir qu'un eunuque ait pu avoir, il était toujours esclave et vulnérable au dénigrement en tant que personne réduite en esclavage. Le siyah dans le siyah-bazi parle d'une voix aiguë, a des accents persans, est proche de son maître, gère le travail de ce dernier, etc. Il est souvent lascif, mais n'est pas un partenaire convenable. En somme, le siyah s'inspire directement des stéréotypes grossiers sur les eunuques de l'ère Qajar.
Haji Firuz est issu du siyah-bazi et sa popularité est liée à l'essor de ces spectacles dans les années 1920 et 1930 à Téhéran. Alors que le siyah-bazi restait d'une grande portée, Haji Firuz était associé à la nouvelle année. Son apparence frappante et ses jingles en faisaient un élément reconnaissable des célébrations de Nowruz. Alors que les shahs Pahlavi se présentaient comme les héritiers d'un Iran ancien, les nationalistes iraniens cherchaient à trouver des exemples de théâtre « folklorique » non liés à l'Islam comme preuve de la profondeur de la culture populaire. Le siyah-bazi a été reconnu comme un genre théâtral à part entière et des acteurs, tels que Sa'di Afshar, ont construit toute leur carrière autour du personnage du siyah et ont atteint la célébrité nationale.
La cause populaire de la défense de Haji Firuz a pris de l'ampleur après la révolution de 1979. Si certains de ces récits se sont développés sous l'ère Pahlavi, ils sont devenus plus formels et virulents en réaction à la République islamique et à son contrôle sur la culture publique en Iran. L'ayatollah Khomeini était connu pour avoir accusé les États-Unis d'être l'incarnation même de l'injustice, y compris du racisme, et la République islamique s'est présentée comme le chef de file des mouvements anti-impérialistes du Sud. Mais le siyah-bazi mettait en péril la réputation de la République islamique en tant que force internationale antiraciste, car les non-Iraniens le considéraient volontiers comme un visage noir. Pour atténuer ce problème, les autorités gouvernementales ont pris des mesures sévères contre le siyah-bazi dans les premières années de la République islamique. Certains acteurs de théâtre siyah-bazi ont continué leurs spectacles mais ont évité de se peindre le visage. Les Haji Firuzes étaient généralement découragés et parfois arrêtés. La République islamique ayant également interdit certaines formes de musique et de danse en public pour des motifs religieux, beaucoup ont considéré ces nouvelles politiques comme « anti-bonheur » et n'ont pas été en mesure d'extraire les raisons raciales pour lesquelles l'interdiction de Haji Firuz pouvait être différente des justifications de la réglementation de la musique. En raison de son association avec Nowruz, une fête préislamique, la défense de Haji Firuz a pris une importance particulière pour ceux qui se sentaient contrariés par la République islamique.
Comme ces changements politiques menaçaient l'existence de Haji Firuz, ceux qui le défendaient ont élaboré des explications complexes. Certains ont attribué son visage noir à la suie des feux de Chaharshanbe Suri sur lesquels les Iraniens sautent le dernier mardi soir de l'année, tandis que d'autres ont suggéré que Haji Firuz était en fait un prêtre zoroastrien dont le visage était noirci à force de s'occuper d'un feu sacré. Pourtant, je n'ai jamais entendu parler de quelqu'un qui aurait eu le visage noirci en sautant au-dessus d'un feu, et l'idée que Haji Firuz ait pu être un mobad ne cadre pas avec les idées zoroastriennes de pureté et de propreté. Dans les deux cas, les explications prennent des exemples qui sont généralement considérés comme natifs ou anciens en Iran et font des bonds logiques pour les relier à Haji Firuz comme faisant partie d'un héritage culturel commun.

## Médias numériques
Au XXIe siècle, des personnalités liées aux African-American studies — notamment Lauren Michele Jackson (en) de l’université Northwestern — développent le concept d’un « blackface numérique ». D’après cette théorie, les personnes blanches partageant des médias, et en particulier des GIF animés, dépeignant des personnes noires personnifieraient ces personnages en leur attribuant des comportements stéréotypés,. Un tel comportement serait, d’après le journaliste de la CNN John Blake, « l’une des formes les plus insidieuses du racisme contemporain ».